# 醫竘
醫竘（?—?），中国战国時代秦国的医生。
他为宣王割痤，为秦惠王治痔疮。张仪背上长肿，让醫竘医治。张仪说：“背现在不是我的了，任你怎么样。”最后治愈。尸子说：“竘诚善治疾也，张子委制焉。夫身与国，亦犹此也。必有所委制，然后治矣。”